# Le Billet de banque

Le Billet de banque est un film français réalisé par Alice Guy en 1907.

## Synopsis
Un clochard met en déroute deux apaches qui agressaient un couple en goguette. En guise de récompense, le Monsieur offre à son sauveur un gros billet de banque.
Notre héros va fêter sa bonne fortune à la terrasse d'un café mais au moment de payer, il est chassé par la patronne qui refuse le billet. Plus loin, il croit pouvoir s’approvisionner chez un épicier mais à nouveau le billet est refusé.
Ne se décourageant pas, le clochard décide alors de s'offrir un bon repas qu’il termine par un cigare, mais hélas ! au moment de payer, le garçon prévient le patron qui, après avoir examiné le billet, décide d’appeler la police. Les explications données au commissariat se terminent par la relaxe du prévenu innocenté.
Décidément, l'adage qui dit que « l’habit ne fait pas le moine » a été un peu trop souvent pris en défaut : le clochard décide d’y remédier. L’occasion se présente bientôt : en se promenant le long d’un canal, il aperçoit un baigneur qui, trop confiant, ne surveille pas ses habits. Le clochard en profite pour effectuer une substitution. Le voilà maintenant sous les apparences d’un chic bourgeois : il va pouvoir enfin utiliser son billet !
Retour au restaurant : mais au moment de payer, il se rend compte qu'il a oublié le billet dans les hardes que, par un reste d’honnêteté, il a laissé au baigneur. Le voilà ramené au commissariat où un heureux hasard le fait arriver au moment où le volé portait plainte.
Tout finira bien et le commissaire, bon enfant, accepte de faire la monnaie au clochard pour qu'il n’ait plus d’ennui.

## Analyse
L'aspect général du clochard fait irrésistiblement penser le spectateur actuel, à Michel Simon interprétant le rôle-titre de Boudu sauvé des eaux de Jean Renoir. De même, les situations délicates au restaurant ne sont pas sans rappeler les problèmes rencontrés par les personnages incarnés par Charlie Chaplin dans nombre de ses films.

## Fiche technique
- Titre : Le Billet de banque
- Réalisation : Alice Guy
- Société de production : Société L. Gaumont et compagnie
- Pays d'origine :  France
- Genre :  Saynète humoristique
- Durée : 11 minutes
- Date de sortie : 1907
- Licence : Domaine public

## Autour du film
Comme dans La Course à la saucisse, les scènes tournées en extérieur sont une occasion de découvrir un Paris en partie disparu.
Au mur du commissariat et sur le pied d'une des tables du restaurant, un panonceau en forme de marguerite dans laquelle on peut lire « Elgé » a été apposé en guise de copyright - Elgé, bien sûr, pour Léon Gaumont.